# Бахай 2-й
Бахай 2-й — деревня в Баяндаевском районе Иркутской области России. Входит в состав Люрского муниципального образования. Находится примерно в 12 км к югу от районного центра.

## Население
По данным Всероссийской переписи, в 2010 году в деревне проживали 22 человека (11 мужчин и 11 женщин).